# ۴۷۲ (خورشیدی)
۴۷۲ چهارصد و هفتاد و دومین سال هجری خورشیدی است.